# Бутенко-Райкина, Елена Ивановна
Елена Ивановна Бутенко-Райкина (род. 3 ноября 1959 года, Валки, Харьковская область, СССР) — советская и российская актриса театра и кино, заслуженная артистка РФ (2003), режиссер, продюсер, педагог, профессор, заведующая кафедрой актерского мастерства и режиссуры и декан актерского факультета ВШСИ.

## Биография
В 1976-1978 годах училась в ХГИК на режиссерском факультете, затем закончила Саратовское театральное училище (актёрское отделение) в 1982 году.
В 1979—1982 годах работала в Саратовском драматическом театре имени И. А. Слонова. Участвовала в спектаклях «Ивушка неплакучая» М. Алексеева, «Гекуба» Еврипида, «Песенка о любви и печали» Л. Жуховицкогo (Люба), «Чудаки» М. Горького (Зина), «Валенсианские безумцы» Лопе де Вега.
В 1982 году работала в театре юного зрителя в Орле, где принимала участие в спектаклях «Троилл и Крессида» У. Шекспира (Елена Троянская), «Приключения Буратино» А. Толстого (Лягушка, Коломбина).
С 1982 по 1985 года принимала участие в спектаклях МХАТ «Так победим!», «Три толстяка» Ю. Олеши, в дипломных спектаклях «Зойкина квартира» М. Булгакова (Зоя и Мадам Иванова), «Ложь на длинных ногах» Э. Де Филиппо (Ольга), «Нашествие» Л. Леонова.
В 1985 году окончила Школу-студию МХАТ и была принята в труппу театра «Сатирикон», где играет по настоящее время. Сыграла в спектаклях «Мир дому твоему», «Избранное», «Что наша жизнь», «Сатирикон-шоу», Она («Верона» А. Шипенко), Багира («Маугли» Р. Киплинг), Птица Феникс, Чёрная магия («Багдадский вор» Ю. Энтин, Д. Тухманов), Генеральша («Голый король» И. Шварца), Белина («Мнимый больной» Ж.-Б. Мольер), Роксана («Сирано де Бержерак» Э. Ростана), Курочка, Сова («Шантеклер» Э. Ростана), Она («Мадам, ещё…»), Бетти Джонсон («Смешные деньги» Р. Куни), Мигачева («Не было ни гроша да вдруг алтын» А. Островского), Миссис Пирс («Лондон Шоу» по пьесе Дж. Б. Шоу «Пигмалион»), Бабушка («Все оттенки голубого»), Соня («Ваня и Соня и Маша и Гвоздь»).
Снимается в кино и на телевидении, участвует в телевизионных программах.
С 1994 по 2006 год занималась эстрадно-концертной деятельностью.
Выпущены лазерные диски:
- «Колыбельная для мужчин», 1998
- «Мадам, уже…», 1999
- «Ночь», 2001

А также эстрадное шоу: «Маски любви», 1996—1999 гг. и эстрадный спектакль: «Мадам, уже…», 2000—2006 гг.
С 2002 по 2013 год преподавала в Школе-студии МХАТ им. В. И. Немировича-Данченко на кафедре актёрского мастерства в должности доцента. Режиссёр-педагог дипломных спектаклей: «Сцены из супружеской жизни» И. Бергман (2005), «Вечер в Сорренто» И. Тургенев (2006 — курсовая работа), «Веер» К. Гольдони (2007), «Валенсианские безумцы» Лопе де Вега (2008), «Спасайся, кто может…» по пьесе П.Гладилина «Похищение Сабинянинова» (2008), «У нас в Камергерском» (совместно с С. Шенталинским и К. Райкиным, 2010), «..Браво, Руссо!..» (по повести И. С. Тургенева «Вешние воды», 2012).
С 2003 года является постоянным членом жюри международного конкурса кукол «Галерея Вахтангов».
В 2004 году участвовала в телевизионном проекте «Фабрика звезд-5» (продюсер А. Б. Пугачёва) как педагог по актёрскому мастерству.
В 2008—2009 гг. — участник мастер-классов по актёрскому мастерству «Школа Станиславского сегодня» в Арт центре Михаила Барышникова в Нью-Йорке, США.
С 2013 года декан актёрского факультета Высшей Школы сценических искусств, Театральной школы Константина Райкина.
В 2014—2016 г.г. поставила с первым выпускным курсом ВШСИ дипломные спектакли «Играем в Мультики», «Бесприданница»(по одноименной пьесе А. Н. Островского), победитель студенческого фестиваля во ВГИКе в номинациях «Лучший актерский состав» и «Лучшая актриса», в 2017 г. вошедший в репертуар Сатирикона, и «Ошалелые» (по пьесе У. Шекспира «Сон в шалую ночь»).
В 2017 году выпустила аудиоспектакль по книге А. Я. Бруштейн «Дорога уходит вдаль».
В 2020 году в ВШСИ поставила дипломный спектакль по пьесе А.Иванова «Это все она», который в 2021 году вошел в репертуар Сатирикона вместе со студентами, ставшими актерами театра.
С 2017 по 2023 год занималась продюсированием короткометражных фильмов, ставших многократными участниками и победителями кинофестивалей.
В 2024 году- как продюсер выпустила в Фонде им. А. И. Райкина спектакль «Мой самый Сон» (по современным пьесам «Лошадка» Ю.Тупикиной и О. Богословской и «Ловля окуней в июле» А.Тюжина и И. Витренко), также является в нем исполнительницей ролей Марианны и Луизы.
В марте 2025 года как режиссер выпустила (вместе с А.В. Жарковой) спектакль в технике вербатим, посвящённый работникам музея-усадьбы Поленово, «Заповедный чудо-остров».

## Семья
Муж — Константин Райкин (род. 1950), актёр, режиссёр, педагог, профессор, ректор ВШСИ, художественный руководитель театра Сатирикон; народный артист РФ (1992), лауреат двух Государственных премий РФ (1995, 2002). Дочь — Полина Райкина (род. 1988), актриса, доцент кафедры актерского мастерства и режиссуры ВШСИ

## Признание и награды
- Заслуженная артистка Российской Федерации (2003)[1]

## Работы в театре

### Режиссёр
- 2012 — «Карасёнок и Поросёнок»
- 2012 — «Однажды в деревне» (по сказке Ю. Клавдиева и А. Москаленко)
- 2014 — «Game over» (по пьесе А. Арбузова «Жестокие игры»)
- 2017 — «Бесприданница» (по пьесе А. Н. Островского «Бесприданница»
- 2017 — аудиоспектакль «Дорога уходит вдаль» (по одноименной книге А. Я. Бруштейн) — режиссер, сценарист
- 2021-- «Это все она» (по пьесе А. Иванова)

## Фильмография
- 1987 — Мир дому твоему
- 1992 — Гибель сенатора — Чёрный ангел
- 1993 — Кара — Роза
- 1993 — Русская певица — Лили
- 1999 — Что сказал покойник — Мадлен
- 2002 — Из жизни врача — Наташа
- 2002 — Я к Вам никогда не вернусь — Она
- 2003 — Свободная женщина 2 — жена Карла
- 2005 — Архангел (Archangel; Великобритания)— библиотекарь
- 2006 — Громовы — инспектор
- 2006 — Он, она и я — Татьяна, жена Дмитрия
- 2009 — Партия в бридж
- 2013 — Не надо — тренер по плаванию
- 2018 — Про Снежинки и Металл — короткометражный документальный фильм о Первоуральске — продюсер, сценарист
- 2020 — Ты здесь — короткометражный игровой фильм, (участник 26 фестивалей, получивший на них 13 наград)— продюсер, сценарист
- 2022 ---«Любовь»- короткометражный игровой фильм по рассказу Ю. Олеши «Любовь»-продюсер, сценарист
- 2023 ---«Что-то кончилось»-короткометражный игровой фильм — продюсер, сценарист, сорежиссер